# Thomas-Louis Tremblay
Thomas-Louis Tremblay est né le 16 mai 1886 à Chicoutimi, au Québec et mort le 28 mars 1951à Québec est un soldat, commandant du Corps expéditionnaire canadien lors de la première guerre mondiale, et ingénieur civil.

## Biographie

### Famille et formation
Ses parents sont Mathilde Lachance et Thomas Tremblay,  capitaine de navire.  En 1901, Thomas  a 15 ans et vit dans le secteur Jacques-Cartier de Québec, il est l’aîné de cinq enfants. Il a une sœur, Isabelle  et trois frères : Paul , Jules  et René. Thomas-Louis  fréquente l'école du Mont Saint Louis et, dès 1901,  sert dans la 6e Batterie d'artillerie de Lévis.  En 1904, il est élève au Collège militaire royal du Canada (CMRC) à Kingston, en Ontario et fait partie des rares Canadiens français aspirant à une carrière dans l’armée.
Après ses trois ans d'études il est  officier militaire et ingénieur civil. En 1907, il est recruté  par le chemin de fer National Transcontinental. En 1913, il travaille comme arpenteur-géomètre pour la province de Québec. Parallèlement à cette activité il sert au sein du 18e régiment du Saguenay.

### Participation à la Grande guerre
La Grande-Bretagne déclare la guerre à l’Allemagne, le 4 août 1914 et entraîne le Canada dans ce conflit. Au début de la guerre,Thomas-Louis Tremblay est adjoint administratif de la 1re colonne de munitions divisionnaire.  Les Forces armées canadiennes mettent sur pied de nouvelles unités, dont le 22e Bataillon (canadien-français) formé le 15 octobre 1914. 

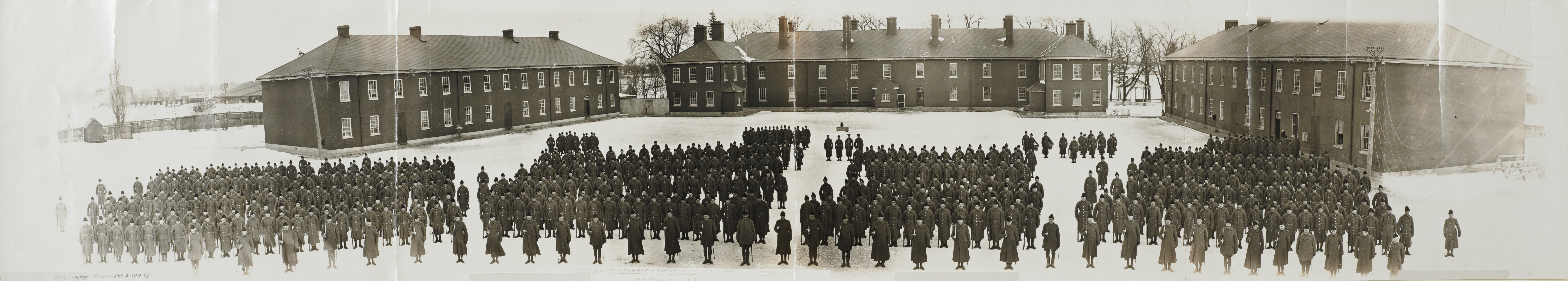
Le 22e bataillon, en février 1915, que rejoint Trembay

 il constitue l’unique unité combattante du Corps expéditionnaire canadien (CEC) dont la langue officielle est le français. En mars 1915, Thomas-Louis Tremblay s’engage et rejoint le 22e Bataillon comme major. Il est commandant en second (après  le colonel Frédéric-Mondelet Gaudet). 
Le bataillon quitte  le Canada pour l’Angleterre en mai 1915 où se prolonge la préparation ; le 15 septembre 1915, c'est le départ pour Boulogne. Il arrive dans le secteur de tranchées le 20 septembre, près de Kemmel. Après le départ de Frédéric-Mondelet Gaudet, en janvier 1916, Tremblay, promu au grade de lieutenant-colonel, prend le commandement.  Le bataillon est dans  la Somme  à partir du 10 novembre 1916 entre Albert et Bouzincourt. Le 15 septembre 1916,  Tremblay commande le bataillon dans une offensive de grande ampleur : la bataille de Courcelette ; c'est un grand succès des canadiens français. 

Le 22 septembre Tremblay est évacué pour maladie et subit une opération. Il retrouve le bataillon le 14 février 1917,  après 4 mois d’absence, à Neuville-Saint-Vaast. Il participe alors à diverses actions : le 15 août 1917, attaque de la cote 70 qui domine Lens. le 18 octobre, transfert sur Ypres et Randhoeck ; le 6 novembre 1917, force d’appui et de réserve durant l’attaque de Passchendaele  ; le 17 novembre 1917 retour sur Neuville-saint-Vaast ; durant l’offensive allemande d’avril 1918, le bataillon est déplacé pour boucher des brèches dans le dispositif anglais.  Tremblay est à nouveau évacué pour raisons médicales à deux reprises, du 15 avril au 31 mai et du 3 juin au 25 juillet 1918. Il participe à  l’offensive générale et entre dans Cambrai le 9 octobre 1918.

### L'après guerre
De retour au Québec Thomas-Louis Tremblay  reprend sa carrière d’ingénieur civil. En 1922, il est nommé ingénieur en chef et directeur général de la Commission du port de Québec. En 1938-1939, Tremblay devient membre de la commission chargée d’évaluer la construction de la Route de l’Alaska, qui s’étend de la Colombie-Britannique à l’Alaska. Au sein des Forces armées canadiennes il est nommé, en 1931, colonel honoraire du 22e Bataillon. Pendant la Deuxième Guerre mondiale,  il est inspecteur général pour les Forces canadiennes dans l’est du Canada. 

### Décorations
- Médailles Star, General Service, Victory et Officer's Long Service Decoration (1914-1915).
- Médaille du Distinguish Service Order of the British Empire-DSOBE.
- Compagnon de l'Ordre de Saint-Michel et de Saint-Georges.
- Cité quatre fois à l'Ordre du jour de l'armée.
- Croix d'officier de la Légion d'honneur de France (1917).

## Le journal
Thomas-Louis Tremblay écrit son journal à partir de son affectation au 22e bataillon, le 11 mars 1915, jusqu'à la date du 20 décembre 1918 alors que son unité est stationnée à Bonn, en Allemagne. Le manuscrit est conservé aux archives du Musée du Royal 22e Régiment, et reste inédit  jusqu’à sa publication en 2006 par Marcelle Cinq Mars, archiviste au Musée du 22e Royal Régiment.  Le titre retenu par l'éditrice est Thomas-Louis Tremblay, Journal de guerre (1915-1918). 
L'intérêt du journal est souligné par des historiens : "L'apport de Journal de guerre est sans contredit un éclairage sur la vie militaire des jeunes volontaires du 22e bataillon canadien-français, le sacrifice des hommes au feu, leur environnement au front, et surtout un compte rendu de la bataille de Courcelette de septembre 1916, cette opération qui, dans le cadre de l'offensive franco-britannique de la Somme, a été la sanglante victoire du 22e bataillon canadien-français. De manière générale, Journal de guerre est une mine d'informations sur cette unité canadienne-française durant la Grande Guerre".  
Yves Tremblay, historien, dans sa présentation de l'ouvrage précise que Tremblay était tout à la fois un militaire, courageux, attentif,  proche de ses hommes et un chef autoritaire : "À de multiples occasions l'on peut  se rendre compte de la place centrale de la discipline dans le journal. Dans son histoire socio-militaire du 22e Bataillon, Jean-Pierre Gagnon a longuement expliqué comment Tremblay pouvait être têtu, quel chef agressif il était, au point où il n'a pas hésité à laisser fusiller cinq de ses hommes pour lâcheté, le plus grand total de fusillés pour un même bataillon dans tout le Corps expéditionnaire canadien. On n'a donc pas affaire à un enfant de chœur"

Citations :
Saint-Sylvestre 1915 : « À minuit ce soir nous entendons chanter dans les lignes allemandes, et certains instruments de musique. Les Boches fêtent la nouvelle année, mais du moment qu’ils se montrent la tête pardessus le parapet, nous les saluons par une volée et avec nos mitrailleuses ». 
Gaz : à cause des vents fort changeants, Tremblay doit renoncer à lancer les gaz accumulés dans sa tranchée : « [...] avec regret, car elle promettait bien. Tous les soirs il y a une centaine d’Allemands qui travaillent à « Picadilly Farm » : nous aurions gazé tous ces gens-là et aurions dû faire un bon nombre de prisonniers » (14 juillet 1916) ; mais le port prolongé du masque « aigrit les hommes » 
En permission à Paris : « Nous n’avons pas tous le même sort. Quel contraste entre la vue d’ici et celle du front. Même en temps de paix, je ne désirerais rien de mieux que de passer ma vie ici au grand Opéra ce soir. » (26 mai 1916) 

## Hommages
La rue du Général-Tremblay a été nommée en son honneur, en 1951, dans l'ancienne ville de Sainte-Foy, maintenant présente dans la ville de Québec.

## À lire
- (fr) Roméo Dallaire, Serge Bernier: Thomas-Louis Tremblay, en Bâtisseurs d'Amérique: Des canadiens français qui ont faite de l'histoire. Dir. André Pratte, Jonathan Kay. La Presse, Montréal 2016 p 169 – 190
  - (en) Legacy. How french Canadians shaped North America. McClelland & Stewart, Toronto 2016; réimpr. 2019  (ISBN 0771072392) p 138 – 158

### Autres articles
Histoire militaire du Canada pendant la Première Guerre mondiale